# Vestit amb escolladura hàlter

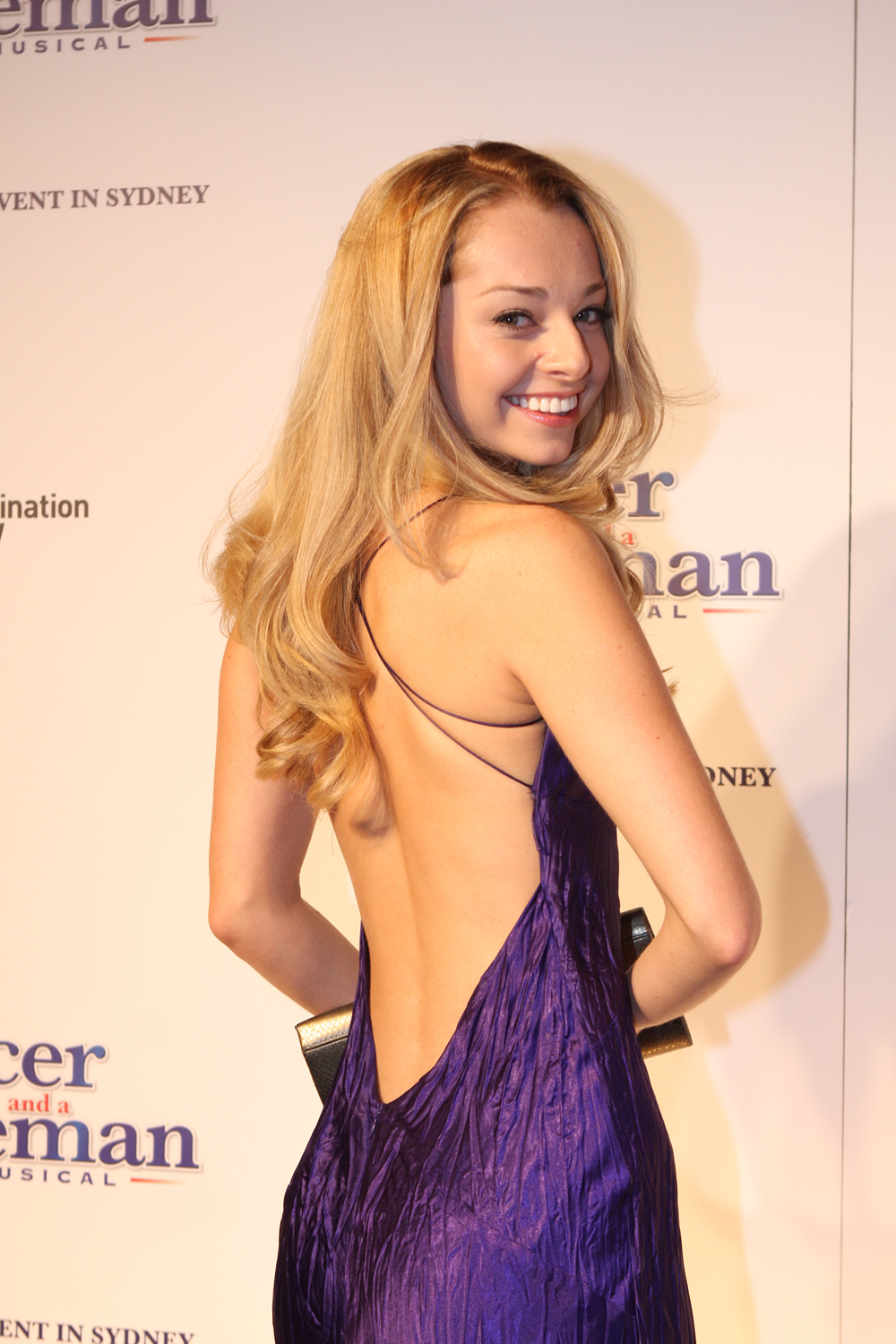
Un vestit amb escolladura hàlter, (2012)

Un vestit de coll hàlter o amb escolladura hàlter o esquena nua o escolladura posterior (anglès backless (dress) és un vestit concebut per a exposar l'esquena de la qui el porta. Un vestit d'esquena nua és el més sovint portat com un vestit de sortida (per ex. en ocasions formals), com a vestidura de vetllada o com a vestit de núvia. Pot ser de qualsevol llargada, de la minifaldeta al vestit llarg.
Aquesta vestimenta es porta sense sostenidor o amb un sostenidor diadema, és a dir sense elàstics. Pot ser que una esquena nua es lligui al coll; sovint és el cas dels vestits de bany.

## Història

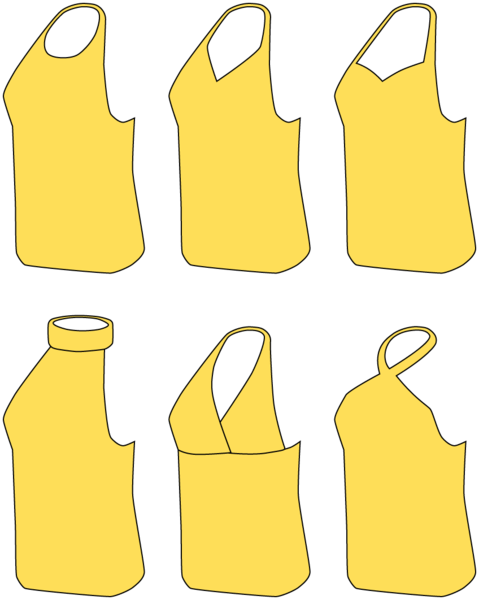
L'escolladura hàlter sota diferents formes

Els vestits d'esquena nua van aparèixer per primera vegada als anys 1920 Als anys 1930 l'estil es va convertir en un dels aliat de la moda del bronzejat, que havia començat en aquella època. El vestit sense esquena era la manera d'exhibir un bronzejat sense marques. La dona que el portava generalment havia de ser prima per a treure'n el millor profit. Al desembre de 1937 l'actriu Micheline Patton va ser filmada de manera controvertida per l'esquena mentre portava un vestit backless al darrer episodi del documental de moda de la BBC titulat Clothes-Line. La il·lusió de nuesa va escandalitzar els teleespectadors, fins i tot hi va haver queixes per escrit. Pearl Binder, coanimadora de la sèrie, va dir en to burleta: "La iaia mira cap enrere, però la Micheline no té esquena per mostrar."

## Estils
Un vestit sense esquena es pot subjectar de diverses maneres. La més comuna és amb una sola peça de tela o corretja que passa per darrere del coll de la persona que el porta, a l'estil d'un coll halter. La corretja del coll pot estar coberta pels cabells de la persona que el porta, deixant la impressió des de darrere que no hi ha res que subjecti el vestit. Alternativament, el vestit es pot subjectar amb mànigues curtes o amb una o dues corretges fines, que subjecten el vestit a les espatlles. Un vestit adhesiu és una altra manera de subjectar un vestit.

### Choli
L'estil sense esquena també es troba al choli, la brusa que porten les dones índies juntament amb saris i ghagres.
L'esquena està "parcialment exposada" amb un escot baix o "totalment exposada" mitjançant l'ús de cordons. Els estils sense esquena es van crear principalment a causa de la influència de la moda occidental. Madhuri Dixit el va popularitzar quan el va portar i va aparèixer a la cançó Dhak Dhak Karne Laga. "El drap i la brusa fan del sari un conjunt sexy, i les meves bruses sempre són d'esquena baixa perquè m'encanta com es veu la pell contra tanta tela", com va dir l'actriu índia Vidya Balan.

## Galeria d'imatges

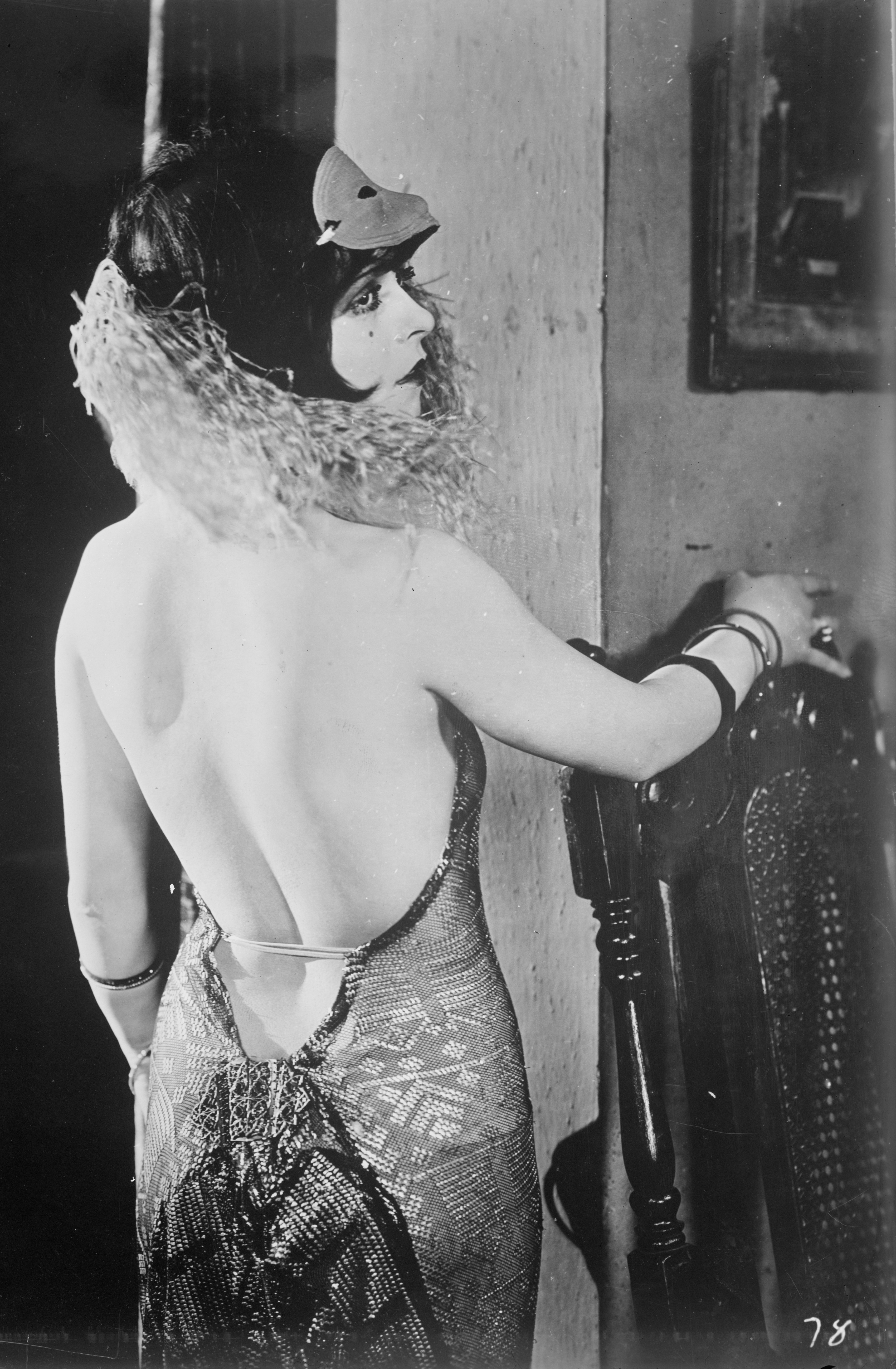
La It girl Clara Bow i un dels primers vestits amb coll hàlter, anys 1920
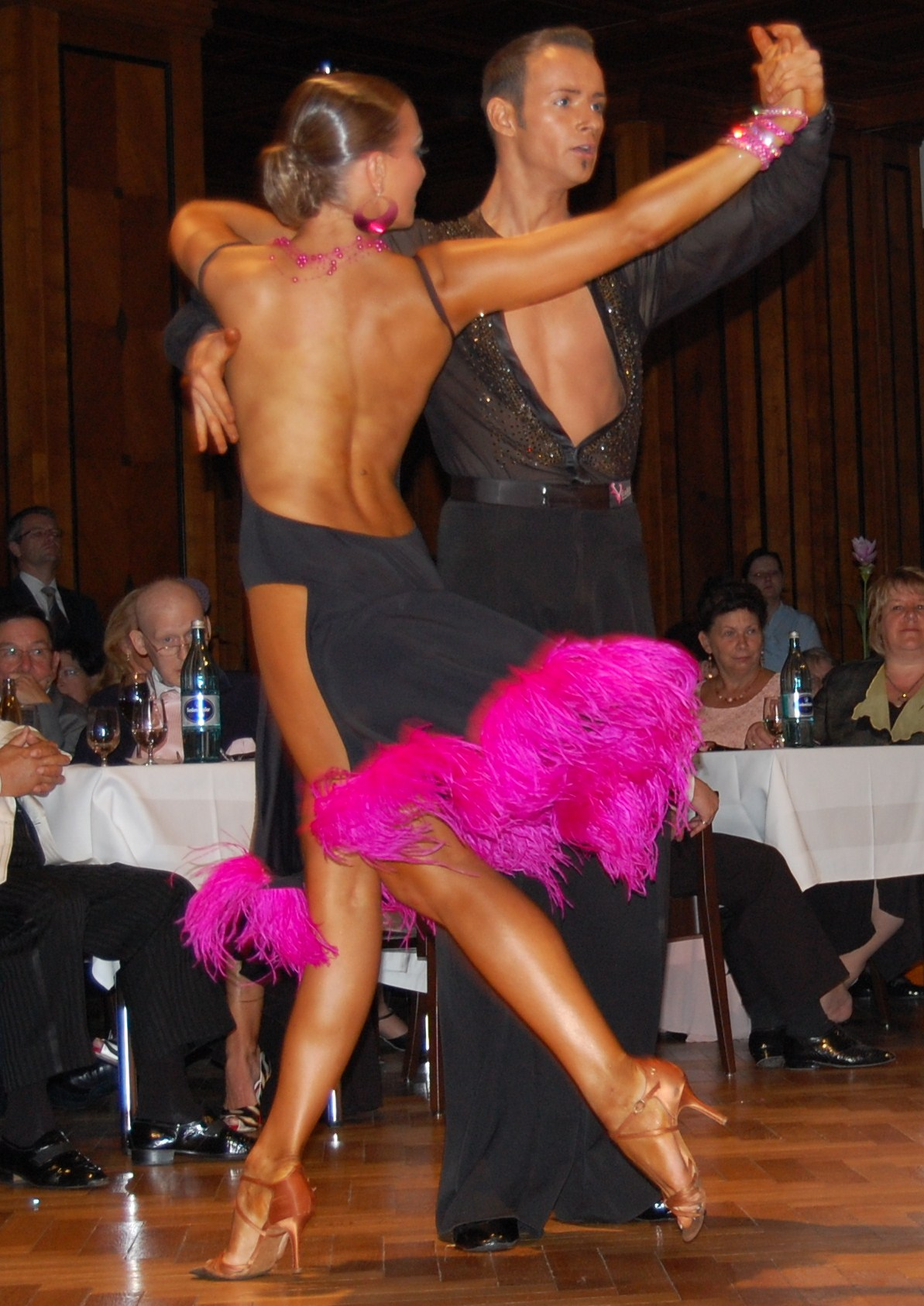
Una ballarina llatina amb un vestit escotat a l'esquena
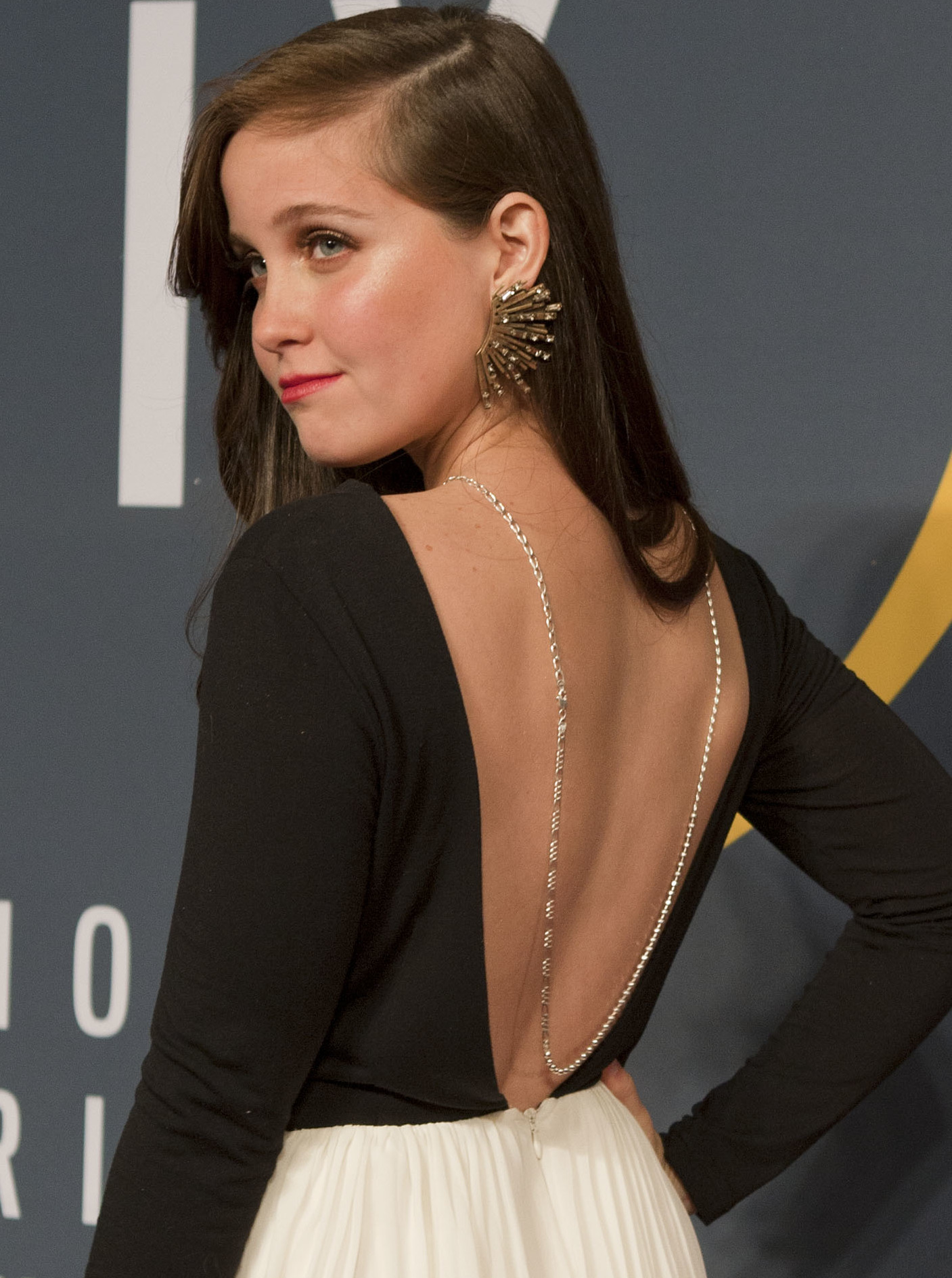
Vestit sense esquena, 2014